# Турышкино (станция)
Туры́шкино — железнодорожный разъезд на Мологском ходу (линия Мга — Будогощь) Октябрьской железной дороги.

## Описание
Разъезд Турышкино является разъездом продольного типа, имеет 2 пути: главный (состоит из 1 и 1а путей) и боковой (3 и 3а пути соответственно). Строительство разъезда начато осенью 2019 года на перегоне Сологубовка — Малукса в рамках реализации первого этапа по развитию направления Мга — Сонково — Дмитров, сдан в эксплуатацию — осенью 2021 года. Разъезд электрифицирован. Находится в 1,5 км от одноимённой платформы Турышкино.
На боковом пути между путями 3 и 3а построена платформа для посадки/высадки обслуживающего персонала. Однако, несмотря на наличие платформы, в расписаниях эта платформа (равно как и разъезд) не значится, а электропоезда останавливаются на главном пути по требованию местных работников.
Конфигурация разъезда позволяет использовать его в роли двухпутной вставки, например: когда по главному пути в одном направлении следует электропоезд, в этот момент на боковом пути медленно движется грузовой поезд в противоположном направлении.